# 咸悦南宮氏
咸悦南宮氏（ハミョルラムグンし、함열남궁씨）は、朝鮮の氏族の一つ。本貫は全羅北道益山市である。2015年の調査では、20,715人である。
朝鮮の南宮氏は、中国・周の王族の南宮修から始まる。南宮修は、中国殷の政治家・箕子が朝鮮を征服した時に、箕子と共に箕子朝鮮を建国し、司徒を務め、詩書・礼楽・礼儀・祭祀・冠婚葬祭・政治制度を朝鮮に教えた。咸悦南宮氏の始祖は、南宮修の子孫で高麗時代に大将軍・門下侍中平章事・甘勿阿伯を務めた南宮元清である。